# Alexandru Ivasiuc

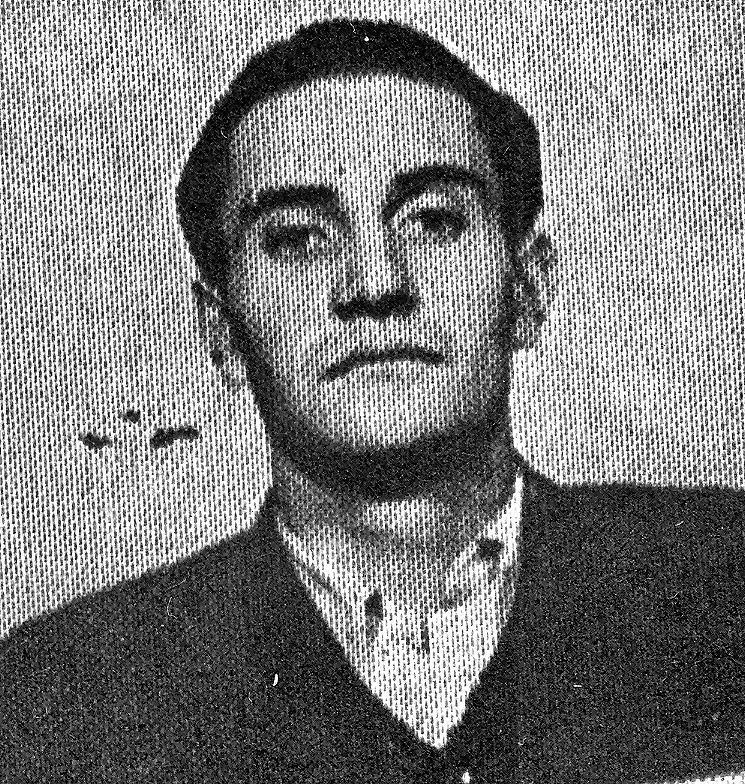
Fotografia lui Alexandru Ivasiuc din arhiva CNSAS (circa 1956)

Alexandru Ivasiuc (n. 12 iulie 1933, Sighetu Marmației, Maramureș, România – d. 4 martie 1977, București, România) a fost un prozator și romancier român contemporan, fiul lui Leon Ivasiuc, profesor de științele naturii. 
A murit lângă blocul Scala, care s-a prăbușit peste el la cutremurul din 4 martie 1977. 

## Viața
În urma dictatului de la Viena, familia Ivasiuc se refugiează la București, de unde s-a întors la Sighet în 1951. Aici Alexandru Ivasiuc a absolvit Liceul „Filimon Sârbu” (în prezent „Dragoș Vodă”).
După absolvirea liceului a fost admis la Facultatea de Filozofie din București, de unde a fost exmatriculat după doi ani de studii, din motive ideologice.
După exmatriculare, Alexandru Ivasiuc s-a înscris la Facultatea de Medicină Generală din cadrul Institutului Medico-Farmaceutic din București. În perioada când era student în anul IV a participat la mișcările revendicative ale studenților din București în 1956 (vezi Mișcările studențești din București din 1956). A fost printre organizatorii unui miting de solidaritate în Piața Universității, programat pentru ziua de 15 noiembrie 1956. Studenții urmau să ceară satisfacerea unor revendicări cu caracter politic și social; era însă prevăzută și posibilitatea de transformare a mitingului într-o mișcare de răsturnare a regimului comunist, în cazul în care numărul participanților era mare. A fost arestat la 4 noiembrie 1956, fiind judecat în lotul care îi purta numele. Prin sentința nr. 481 din 1 aprilie 1957 a Tribunalului Militar București a fost condamnat la 5 ani închisoare corecțională pe care a executat-o la Jilava, Gherla și în lagărele de muncă Periprava, Stoenești și Salcia. A fost eliberat, după executarea sentinței, însă prin decizia Ministerului Afacerilor Interne Nr 16264/1961 i s-a fixat domiciliu obligatoriu pe o durată de doi ani în localitatea Rubla (azi Valea Călmățuiului din județul Brăila).
În anul 1963, la terminarea perioadei de „domiciliu obligatoriu”, Ivasiuc a revenit la București. Acolo a lucrat, pentru scurt timp, la fabrica de medicamente Sintofarm și s-a căsătorit cu ziarista Tita Chiper. Spre mirarea cunoscuților, deși avea cazier, a fost transferat la Ambasada SUA, unde a lucrat până în 1968. Între 1968-1969 Ivasiuc a beneficiat de o bursă în SUA, unde a ținut o serie de conferințe la Columbia, Berkeley, călătorind și în Anglia, spre a susținut conferințe la Oxford. Este posibil ca Ivasiuc să fi semnat un act de colaborare cu serviciul de Securitate.
După întoarcerea din SUA, a ocupat de-a lungul timpului diverse funcții. 
Între 1970 și 1973 a fost redactor șef și director adjunct al editurii Cartea Românească, secretar al Uniunii Scriitorilor, iar între 1972 și 1974 a fost director al Casei de Filme 1.

## Opera
A publicat în 1964, în Gazeta Literară, povestirea „Timbrul”, urmată apoi de alte texte beletristice și publicistice. 
A publicat mai multe romane, de obicei axate pe dezbateri etice și social-politice Vestibul (1967), Interval, Cunoaștere de noapte, Păsările, Apa (1973), Iluminări, Racul (1976). Romanul său Racul este o contrautopie în genul celor scrise de autorii sud americani, istoria unui dictator, a unui anti erou și un discurs despre putere și amenințările dictaturii.
A publicat și volumul de nuvele Corn de vânătoare, precum și două volume de publicistică.
Eseurile sale au fost publicate în mai multe volume sub titlul Pro domo.
Romanul Apa a fost folosit ca scenariu pentru filmul Trei zile și trei nopți, realizat în 1976 în regia lui Dinu Tănase, având în distribuție actorii Fory Etterle, Petre Gheorghiu, George Constantin, Ion Caramitru, Amza Pellea, Irina Petrescu și Gheorghe Dinică.

## Interviu
Fragmentul următor este un extras dintr-un interviu luat autorului de Adrian Păunescu:
„Păsările a fost cartea mea cea mai discutată și, în orice caz, cea mai citită: s-au vândut vreo treizeci de mii de exemplare. A avut ceea ce se cheamă succes de public, lucru de care sunt departe de a fi indiferent. Nu cred că e cartea mea cea mai bună. Unii, printre care și prietena noastră Dana Dumitriu, preferă Cunoaștere de noapte. Un critic pe care îl prețuiesc, Liviu Petrescu, a ales Vestibul. Cele mai multe sufragii a întrunit Păsările. Știu însă doi oameni cărora le place foarte mult Interval, cartea care a avut cel mai mic succes de public. Este vorba de nevasta mea, Tita, și de mine însumi. Cred că Interval este cartea care mă caracterizează cel mai bine. Ilie Chindriș, eroul romanului, mă reprezintă în mare măsură; apare la el una dintre trăsăturile mele dominante: o anumită tentație spre construcția geometrică. Cine mă cunoaște știe că sunt un om total dominat de propriul temperament, dar visul meu intelectual și compensatoriu este un vis de geometru. Aș fi vrut să mă nasc geometru. Aș fi vrut să trăiesc în mediul quasimonahal al ideilor pure, al adevărurilor univoce. Din nefericire, a trebuit să aflu că adevărurile sunt interpretabile; asta nu înseamnă că sunt false sau că toate interpretările sunt bune, dar există întotdeauna o multitudine de interpretări posibile. A trebuit, de asemeni, să-mi dau seama că la baza existenței mele se află o contradicție. Există visul meu de geometru și există un temperament și un mod de a fi care-l contrazic, în Interval, m-am războit cu consecințele geometriei și, de fapt, sunt acolo două personaje care mă reprezintă în egală măsură: nu numai Ilie Chindriș, ci și Olga. Un vis al mișcării — și un vis al rigorii și al stabilității. Această contradicție explică în mare măsură și revoltele mele, și biografia mea, și lecturile mele.”

## Romane
- Vestibul, (1967)
- Interval, (1973)
- Apa, (1973)
- Păsările, (1973)
- Cunoașterea de noapte, (1973)
- Iluminări, (1976)
- Racul, (1976)